# Даниел Агер
Даниел Мунте Агер (на датски Daniel Munthe Agger) е датски централен защитник. Понастоящем играе в Ливърпул и носи фланелка с номер 5. Роден е на 12 декември 1984 г. в град Хвидовръ, Дания. Започва кариерата си през 2004 г. в Брьонбю, където играе до 2006 г. през това време печели титлата и купата на Дания. Преминава в английският Ливърпул през януари 2006 г. За мърсисайдци изиграва 232 мача от които 175 в Премиер Лийг. Спечелва Купата на Футболната лига и Къмюнити Шийлд. През 2013 г. става втори капитан на Ливърпул след пенсионирането на Джейми Карагър. Даниел Агер е капитан на националния отбор по футбол на Дания и носи номер 4 на гърба си. Отличава се с борбен дух, отдаденост, добър контрол на топката, поглед върху играта и свирен изстрел. През август 2014 г. преминава отново в датския Брьонбю, но две години по-късно се пенсионира. 

## Статистика
- 232 мача за първия състав на Ливърпул
- 14 гола и 11 асистенции
- 62 мача за Дания
- 10 гола
- 59 мача, 2 гола и 4 асистенции за Брьонбю

## Предишни клубове
- Брьонбю ИФ 59 мача 5 гола

## Титли
- 2004 – 05 Датска Купа с Брьонбю ИФ
- 2004 – 05 Датска Суперлига с Брьонбю ИФ
- 2005 – 06 Купата на футболната асоциация с Ливърпул
- 2006 – 07 Къмюнити Шийлд с Ливърпул
- 2011 – 12 Купа на Футболната лига с Ливърпул

## Любопитно
Даниел Агер си има студио за татуировки и пиърсинг, което всъщност може да се счита като другата му работа. Дори си татуира на пръстите на дясната ръка надписът: Y.N.W.A.

## Индивидуални награди
- Датски футболист на годината (2): 2007, 2012
- Гол на месеца в английския футбол (1): август 2006